# Start All Over
Singles de Miley Cyrus
Ready, Set, Don't Go
(2007) 7 Things
(2008)
Start All Over est le 3e single de Miley Cyrus en 2007, sur l'album Meet Miley Cyrus.

## Classements positions
| Certifications (2008)            | Positions |
| -------------------------------- | --------- |
| Australian ARIA Singles Chart    | 41        |
| U.S. Billboard Hot 100           | 68        |
| U.S. Billboard Pop 100           | 57        |
| U.S. Billboard Hot Digital Songs | 50        |
| Canadian Hot 100                 | 91        |